# Zakea Dolphin Mangoaela
Zakea Dolphin Mangoaela (Hohobeng, febbraio 1883 – 25 ottobre 1963) è stato uno scrittore e folklorista sudafricano.
, autore di opere e di una grammatica in lingua sesotho.
Studiò in Lesotho (Basutoland) e frequentò il Basutoland Training College.

## Opera
- Lithoko tsa Marena a Basotho, 1921
- Ar'a libatana le lenyamatsane
- Co-authored Grammar of the Sesuto language. Bantu studies Vol. III. (Johannesburg: University of Witwatersrand press, 1927).